# Miroslav Valent
Miroslav Valent (* 20. října 1946) je bývalý československý fotbalista, obránce.

## Fotbalová kariéra
V dorostu hrál za Partizánske. Po vojně v RH Sušice hrál v československé lize za Bohemians Praha. Nastoupil ve 204 ligových utkáních a dal 1 gól. V Bohemians vytvořil stoperskou dvojici se Zdeňkem Prokešem. Za Bohemians nastoupil celkem v 717 utkáních, v nichž dal jediný gól. V Poháru UEFA nastoupil v sezóně 1975/76 ve dvou utkáních proti Honvédu Budapešť.

## Ligová bilance
| Ročník                                   | Zápasy | Góly | Klub            |
| ---------------------------------------- | ------ | ---- | --------------- |
| 1. československá fotbalová liga 1967/68 | 19     | 0    | Bohemians Praha |
| 2. československá fotbalová liga 1968/69 | -      | -    | Bohemians Praha |
| 1. československá fotbalová liga 1969/70 | 28     | 0    | Bohemians Praha |
| 2. československá fotbalová liga 1970/71 | -      | -    | Bohemians Praha |
| 2. československá fotbalová liga 1971/72 | -      | -    | Bohemians Praha |
| 2. československá fotbalová liga 1972/73 | -      | -    | Bohemians Praha |
| 1. československá fotbalová liga 1973/74 | 27     | 0    | Bohemians Praha |
| 1. československá fotbalová liga 1974/75 | 30     | 0    | Bohemians Praha |
| 1. československá fotbalová liga 1975/76 | 30     | 0    | Bohemians Praha |
| 1. československá fotbalová liga 1976/77 | 28     | 0    | Bohemians Praha |
| 1. československá fotbalová liga 1977/78 | 25     | 1    | Bohemians Praha |
| 1. československá fotbalová liga 1978/79 | 17     | 0    | Bohemians Praha |
| CELKEM                                   | 204    | 1    |                 |